# Vorgašor
Vorgašor (rusky Воргашо́р) je sídlo městského typu v Komijské republice v Ruské federaci. Při sčítání lidu v roce 2010 měl přes dvanáct tisíc obyvatel.

## Poloha a doprava
Vorgašor leží za polárním kruhem na západním úpatí Polárního Uralu. Od Syktyvkaru, hlavního města Komijské republiky, je vzdálen přibližně 900 kilometrů severovýchodně. Od Vorkuty, do jejíhož městského okruhu patří, je vzdálen přibližně patnáct kilometrů severozápadně.
Do Vorkuty je z Vorgašoru přímé silniční spojení. Městem také prochází místní železniční nákladní trať, která považována za součást Pečorské dráhy.

## Dějiny
Osídlení zda začíná v 60. letech 20. století v souvislosti s využíváním zdejší uhelné pánve. Hned v roce 1964 se obec, tehdy nazývaná Vorga-šor podle komijského názvu zdejšího potoka („potok na sobí stezce“), stala sídlem městského typu.

## Hospodářství
Zdejší důl Vorgašorskaja je největším černouhelným dolem v evropské části Ruska.